# Eros Buratti
Eros Buratti (Desio, 17 giugno 1971) è un ex cestista italiano.

## Carriera
Cresce nelle giovanili della Pallacanestro Cantù, con cui fa la prima apparizione a referto nel 1989 senza entrare in campo. L'esordio in prima squadra avvenne nel campionato 1991-92, ma poi fu costretto ad un anno di inattività per via di un incidente motociclistico. Ritorna a calcare i parquet nel 1993-94 a Cervia, in B1, dove insieme alla squadra conquista la promozione.
Dal 1994 al 2000 torna a vestire la canotta canturina, contribuendo alla risalita del club nella massima serie al termine del campionato 1995-96 con 15,4 punti a partita. Nel settembre 1998, durante una partita di coppa a Treviso, si rompe il crociato anteriore e salta l'intera stagione, rimanendo fuori anche nella prima parte di quella successiva.
Nell'estate del 2000 si accorda con il Roseto Basket, ma un nuovo intervento ai legamenti del ginocchio gli impedisce di giocare. Successivamente scende nelle serie minori: nel 2002-03 gioca in C2 a Cervia, un anno più tardi è di scena a Firenze in B1, mentre il biennio 2004-2006 viene trascorso con la canotta di Gorizia sempre in B1.